# جونگ بونگ
جونگ بونگ (انگلیسی: Jung Bong؛ زادهٔ ۱۵ ژوئیهٔ ۱۹۸۰) بازیکن بیس‌بال اهل کره جنوبی است.
وی در مسابقات کشوری و بین‌المللی در مجموع برندهٔ ۱ مدال طلا، ۱ مدال نقره، ۱ مدال برنز شده‌است.